# François Rey
François Rey (Sion, 3 augustus 1966) is een Zwitsers voormalig voetballer die speelde als verdediger.

## Carrière
Rey speelde gedurende zijn hele carrière voor FC Sion. Hij maakte zijn profdebuut in 1983 en verliet de club in 1992 na een terugkerende blessure aan de achillespees. Hij liep de blessure op in april 1990 en moest geopereerd worden. Hij keerde terug in maart 1991 maar blesseerde zich opnieuw in september 1991 en onderging in december 1991 opnieuw een operatie. In 1992 besloot hij te stoppen met spelen. In 1986 en 1991 won hij de beker met de club.
Hij speelde een interland voor Zwitserland waarin hij niet kon scoren.

## Erelijst
- FC Sion
  - Zwitserse voetbalbeker: 1986, 1991